# Marella Agnelli
Marella Caracciolo di Castagneto (Firenze, 4 maggio 1927 – Torino, 23 febbraio 2019) è stata una fotografa, modella, designer, socialite e collezionista d'arte italiana.
Era la moglie di Gianni Agnelli.

## Biografia

### Origini
Nata a Firenze da una famiglia dell'antica aristocrazia napoletana, in gioventù visse in diversi Paesi d'Europa al seguito del padre diplomatico, Filippo Caracciolo di Castagneto. La madre Margaret Clarke era statunitense di Peoria (Illinois). Un suo fratello, Carlo Caracciolo, fu fondatore insieme a Eugenio Scalfari del gruppo editoriale l'Espresso-La Repubblica. Un altro fratello, Nicola Caracciolo, divenne giornalista, studioso di storia contemporanea e autore televisivo.

### La gioventù tra l'Europa e gli Stati Uniti
Dopo aver seguito gli studi superiori e conseguito il diploma in Svizzera, frequentò l'Académie des beaux-arts e quindi l'Académie Julian di Parigi. Intraprese l'attività di fotografa a New York, lavorando come assistente di Erwin Blumenfeld, e in seguito, rientrata in Italia, lavorò saltuariamente come redattrice e fotografa per la casa editrice di Vogue, la Condé Nast. Divenne amica delle sorelle Susanna e Maria Sole Agnelli, che le presentarono il loro fratello Gianni.

### Il matrimonio, i figli, i nipoti
Incinta di circa due mesi, giovedì 19 novembre 1953 Marella Caracciolo sposò Gianni Agnelli nel castello di Osthoffen, a Strasburgo, in Francia, dove il padre aveva la carica di rappresentante diplomatico italiano presso il Consiglio d'Europa. Madre di Edoardo e di Margherita Agnelli, ebbe dalla secondogenita otto nipoti: i fratelli John, Lapo e Ginevra dal suo primo matrimonio con Alain Elkann, Pietro, Sofia, Maria, Anna e Tatiana dalle nozze con Serge de Pahlen. Aveva poi dieci bisnipoti: Leone, Oceano e Vita dal matrimonio di John con Lavinia Borromeo; Giacomo, Pietro e Marella dal matrimonio di Ginevra con Giovanni Gaetani dell’Aquila d’Aragona; Anastasia, Serge, Roman e Margherita sono figli di Maria de Pahlen: il padre dei primi due (che vivono in Svizzera con i nonni materni) è il suo ex-marito Georg Maevskiy, georgiano.

### Stilista di tessuti
Nel 1973 intraprese la carriera di stilista di alta moda, specializzandosi in particolare nella realizzazione di disegni per stoffe d'arredamento. Nel 1977 negli Stati Uniti le venne conferito il premio Product Design Award of the Resources Council Inc. La sua eleganza nel vestire, invece, la portò a comparire nella Hall of Fame della rivista Vanity Fair, insieme al marito Gianni Agnelli e al nipote Lapo Elkann.

### Il giardinaggio
Appassionata di giardinaggio, divenne nota per aver curato la progettazione di giardini nelle sue dimore, Villa Frescot sulla collina di Torino e Villar Perosa nei pressi di Torino e quella di Marrakech in Marocco, dove viveva stabilmente dal 2005. Trasformando poi il suo hobby in una professione, scrisse diversi libri di giardinaggio e di fotografia, tra cui due sull'oasi di Ninfa, situata nella tenuta Caetani di Cisterna di Latina.
In onore di questa sua passione è stata a lei dedicata una rosa.
Fu membro dell'International Council del MOMA di New York, del Tate International Council di Londra, del Board degli Amici dei Giardini Botanici Hanbury, presidente honoris causa della Riserva Naturalistica Torrente Chisone di Villar Perosa e presidente dell'Associazione Amici Torinesi Arte Contemporanea.

### I ritratti
Fu immortalata da alcuni fotografi fra i quali, già dai tardi anni '40 anni '40, Arturo Ghergo, Clifford Coffin, che la ritrasse insieme con altre dame dell'aristocrazia italiana per l'edizione del 1º marzo 1949 di Vogue USA, e Richard Avedon che, riferendosi al suo collo sottile e allungato, la soprannominò "il cigno". Fu ritratta anche da Andy Warhol, che la inserì insieme con il marito in una delle sue famose serie di serigrafie colorate. Ebbe modo di frequentare numerosi personaggi del mondo dell'arte e della letteratura. Tra questi, lo scrittore statunitense Truman Capote, la cui amicizia è stata richiamata anche nel film statunitense Infamous, dove il ruolo di Marella è interpretato dall'attrice Isabella Rossellini.

### Il mecenatismo
Grandi collezionisti d'arte, Gianni e Marella Agnelli possedevano opere di Canaletto, Bellotto, Canova, Manet, Renoir, Picasso, Matisse, Severini e Modigliani. Una parte di questa collezione privata è stata donata alla "Fondazione Giovanni e Marella Agnelli" ed è esposta nella Pinacoteca dal Lingotto dal settembre 2002, pochi mesi prima della morte di Gianni Agnelli.
La struttura che la ospita, detta lo Scrigno per la sua particolarissima forma, è stata progettata da Renzo Piano sul tetto dell'edificio del Lingotto, storica sede della FIAT.

### Morte
Morì nella sua casa di Torino il 23 febbraio 2019, poco meno di tre mesi prima di compiere 92 anni, per le complicazioni della malattia di Parkinson; totalmente invalida da anni, negli ultimi tempi era anche alimentata artificialmente. Le esequie si tennero in forma strettamente privata il 25 febbraio alle ore 11 nella chiesa di San Pietro in Vincoli a Villar Perosa e furono presiedute da monsignor Derio Olivero, vescovo di Pinerolo. Al termine del rito la salma venne tumulata nella cappella di famiglia nel cimitero cittadino.

## Opere
- Marella Agnelli, Giardino segreto, Milano, Rizzoli, 1998, 224 pp. - ISBN 88-17-67997-6
- Marella Agnelli, Marella Caracciolo, Giuppi Pietromarchi, Ninfa ieri e oggi, Torino-London-New York-Venezia, Allemandi, 1998 - ISBN 88-422-0718-7.
- Marella Agnelli, Il giardino di ninfa, Torino-London-New York-Venezia, Allemandi, 2000, 164 pp. - ISBN 88-422-0542-7
- Marella Agnelli, Ho coltivato il mio giardino, Milano, Adelphi 2014, 304 pp. - ISBN 978-88-459-2943-4
- Marella Agnelli. La signora Gocà, Piccola Biblioteca Adelphi, 2015 - ISBN 9788845930409

## Ascendenza
|                                                               |                   |                                   | Genitori                  |  |  | Nonni |  |  | Bisnonni                         |  |  | Trisnonni                       |  |
|                                                               |                   |                                   |                           |  |  |       |  |  | Filippo Caracciolo di Castagneto |  |  | Nicola Caracciolo di Castagneto |  |
|                                                               |                   |                                   |                           |  |  |       |  |  | Filippo Caracciolo di Castagneto |  |  | Nicola Caracciolo di Castagneto |  |
|                                                               |                   | Emanuela Caracciolo di Sant'Eramo |                           |  |  |       |  |  | Filippo Caracciolo di Castagneto |  |  |                                 |  |
| Nicola Caracciolo di Castagneto                               |                   |                                   |                           |  |  |       |  |  | Filippo Caracciolo di Castagneto |  |  |                                 |  |
|                                                               |                   | Emilia Compagna                   | Giuliano Campagna, barone |  |  |       |  |  |                                  |  |  |                                 |  |
|                                                               |                   | Emilia Compagna                   | Giuliano Campagna, barone |  |  |       |  |  |                                  |  |  |                                 |  |
|                                                               |                   | Emilia Compagna                   | Giulia Pandola            |  |  |       |  |  |                                  |  |  |                                 |  |
| Filippo Caracciolo di Castagneto, VIII principe di Castagneto |                   | Emilia Compagna                   |                           |  |  |       |  |  |                                  |  |  |                                 |  |
|                                                               |                   | Ippolito Mele Barese              | …                         |  |  |       |  |  |                                  |  |  |                                 |  |
|                                                               |                   | Ippolito Mele Barese              | …                         |  |  |       |  |  |                                  |  |  |                                 |  |
|                                                               |                   | Ippolito Mele Barese              | …                         |  |  |       |  |  |                                  |  |  |                                 |  |
| Meralda Mele Barese                                           |                   | Ippolito Mele Barese              |                           |  |  |       |  |  |                                  |  |  |                                 |  |
|                                                               |                   | Elizabeth Lilian Mackworth-Praed  | Winthrop Mackworth-Praed  |  |  |       |  |  |                                  |  |  |                                 |  |
|                                                               |                   | Elizabeth Lilian Mackworth-Praed  | Winthrop Mackworth-Praed  |  |  |       |  |  |                                  |  |  |                                 |  |
|                                                               |                   | Elizabeth Lilian Mackworth-Praed  | Helen Bogle               |  |  |       |  |  |                                  |  |  |                                 |  |
| Marella Caracciolo di Castagneto                              |                   | Elizabeth Lilian Mackworth-Praed  |                           |  |  |       |  |  |                                  |  |  |                                 |  |
|                                                               | Charles S. Clarke | …                                 |                           |  |  |       |  |  |                                  |  |  |                                 |  |
|                                                               | Charles S. Clarke | …                                 |                           |  |  |       |  |  |                                  |  |  |                                 |  |
|                                                               | Charles S. Clarke | …                                 |                           |  |  |       |  |  |                                  |  |  |                                 |  |
| Charles Corning Clarke                                        | Charles S. Clarke |                                   |                           |  |  |       |  |  |                                  |  |  |                                 |  |
|                                                               |                   | Melissa Randall                   | …                         |  |  |       |  |  |                                  |  |  |                                 |  |
|                                                               |                   | Melissa Randall                   | …                         |  |  |       |  |  |                                  |  |  |                                 |  |
|                                                               |                   | Melissa Randall                   | …                         |  |  |       |  |  |                                  |  |  |                                 |  |
| Margaret Clarke                                               |                   | Melissa Randall                   |                           |  |  |       |  |  |                                  |  |  |                                 |  |
|                                                               |                   | Charles Emmet Chandler            | Charles Chandler          |  |  |       |  |  |                                  |  |  |                                 |  |
|                                                               |                   | Charles Emmet Chandler            | Charles Chandler          |  |  |       |  |  |                                  |  |  |                                 |  |
|                                                               |                   | Charles Emmet Chandler            | Mary Carol Richard        |  |  |       |  |  |                                  |  |  |                                 |  |
| Alice Chandler                                                |                   | Charles Emmet Chandler            |                           |  |  |       |  |  |                                  |  |  |                                 |  |
|                                                               |                   | Cordelia Beard                    | Alfred Beard              |  |  |       |  |  |                                  |  |  |                                 |  |
|                                                               |                   | Cordelia Beard                    | Alfred Beard              |  |  |       |  |  |                                  |  |  |                                 |  |
|                                                               |                   | Cordelia Beard                    | …                         |  |  |       |  |  |                                  |  |  |                                 |  |
|                                                               |                   | Cordelia Beard                    |                           |  |  |       |  |  |                                  |  |  |                                 |  |